# ジョン・マレー (初代アソル公爵)

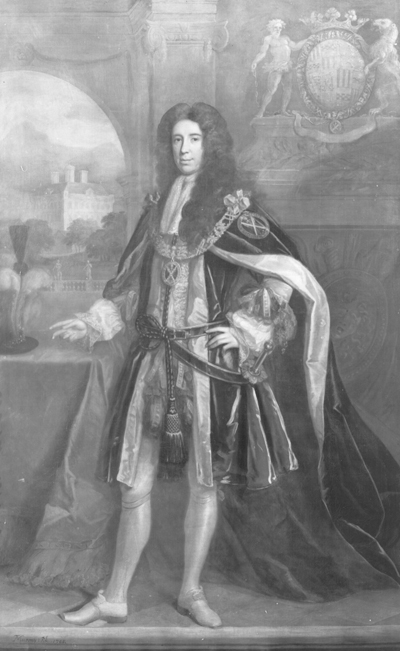
初代アソル公爵ジョン・マレーの肖像画

初代アソル公爵ジョン・マレー（英語: John Murray, 1st Duke of Atholl, KT, PC、1660年2月24日 – 1724年11月11日）は、イギリス及びスコットランドの貴族。

## 経歴
1660年2月24日、後に初代アソル侯爵に叙される第2代アソル伯爵ジョン・マレーとその妻アメリア(第7代ダービー伯爵ジェイムズ・スタンリーの娘)の間の長男として生まれる。
1693年にグレンコーの虐殺についての調査委員に任じられた。1696年7月27日に一代限りのスコットランド貴族爵位として「タリバーディン伯爵(Earl of Tullibardine)」と「グレナルモンド子爵(Viscount Glenalmond)」、「モーレイ卿(Lord Murray)」に叙せられた。1696年から1698年にかけてスコットランド議会においてスコットランド議会勅使を務めた。
アン女王即位後にスコットランド枢密顧問官に列し、1703年4月にはスコットランド王璽尚書に任じられた。
1703年5月6日に父が死去し、アソル侯爵以下8つの爵位を継承した。直後の6月30日には新規に「パース州におけるアソル公爵(Duke of Atholl, in County of Perth)」、「パース州におけるタリバーディン侯爵(Marquess of Tullibardine, in the County of Perth)」、「パース州におけるストラステイ＝ストラスエーデル伯爵(Earl of Strathtay and Strathardle, in the County of Perth)」、「パース州におけるバルクヒダー＝グレナルモンド＝グレンライオン子爵(Viscount of Balquhidder, Glenalmond and Glenlyon, in the County of Perth)」、「カウンティ・オブ・ペースにおけるマレー＝バルバニー＝ガスク卿(Lord Murray, Balvenie and Gask, in the County of Perth)」に叙せられた(いずれもスコットランド貴族爵位)。
グレートブリテン王国成立(イングランドとスコットランドの統合)に際して王璽尚書を辞職。1710年からはスコットランド貴族の貴族代表議員に選出されてグレートブリテン貴族院に議席を有した。1712年から1714年にかけてスコットランド教会総会への勅使を務めた。また枢密顧問官(PC)に列する。
1724年11月14日、スコットランド・パースシャー・ハンティングタワー城で死去。世襲爵位はすべて三男ジェイムズ・マレーが継承したが、一代限りの爵位は彼の死とともに消滅した。

## 栄典

### 爵位
- 1696年7月27日、タリバーディン伯爵 (Earl of Tullibardine, スコットランド貴族・一代貴族)
- 1696年7月27日、グレナルモンド子爵 (Viscount Glenalmond, スコットランド貴族・一代貴族)
- 1696年7月27日、モーレイ卿 (Lord Murray, スコットランド貴族・一代貴族)
- 1703年5月6日、第2代アソル侯爵 (2nd Marquess of Atholl, 1676年創設スコットランド貴族)
- 1703年5月6日、第4代タリバーディン伯爵 (4th Earl of Tullibardine, 1628年創設スコットランド貴族)
- 1703年5月6日、第3代アソル伯爵 (3rd Earl of Atholl, 1629年創設スコットランド貴族)
- 1703年5月6日、第2代タリバーディン伯爵 (2nd Earl of Tullibardine, 1676年創設スコットランド貴族)
- 1703年5月6日、第2代バルクヒダー子爵 (2nd Viscount of Balquhidder, 1676年創設スコットランド貴族)
- 1703年5月6日、第6代タリバーディンのマレー卿 (6th Lord Murray of Tullibardine, 1604年創設スコットランド貴族爵位)
- 1703年5月6日、第4代マレー＝ガスク＝バルクヒダー卿 (4th Lord Murray, Gask and Balquhidder, 1628年創設スコットランド貴族)
- 1703年5月6日、第2代マレー＝バルバニー＝ガスク卿 (2nd Lord Murray, Balvany and Gask, 1676年創設スコットランド貴族)
- 1703年6月30日、初代パース州におけるアソル公爵 (Duke of Atholl, in County of Perth, スコットランド貴族)
- 1703年6月30日、初代パース州におけるタリバーディン侯爵 (Marquess of Tullibardine, in the County of Perth, スコットランド貴族)
- 1703年6月30日、初代パース州におけるストラステイ＝ストラスエーデル伯爵 (Earl of Strathtay and Strathardle, in the County of Perth, スコットランド貴族)
- 1703年6月30日、初代パース州におけるバルクヒダー＝グレナルモンド＝グレンライオン子爵 (Viscount of Balquhidder, Glenalmond and Glenlyon, in the County of Perth, スコットランド貴族)
- 1703年6月30日、初代パース州におけるマレー＝バルバニー＝ガスク卿 (Lord Murray, Balvenie and Gask, in the County of Perth, スコットランド貴族)

### 勲章
- 1704年2月7日、シッスル騎士団(勲章)ナイト(KT)[2]

## 家族
1683年にキャサリン・ハミルトン(初代セルカーク伯爵ウィリアム・ハミルトンと第3代ハミルトン女公爵アン・ハミルトンの娘)と結婚し、彼女との間に以下の13子を儲ける。
- 第1子(長女)不詳
- 第2子(長男)ジョン・マレー (1684–1709) - タリバーディン侯爵の儀礼称号を使用。マルプラケの戦いで戦死。
- 第3子(次女)アン・マレー (1685-1686)
- 第4子(三女)メアリー・マレー (1686–1689)
- 第5子(次男)ウィリアム・マレー（英語版） (1689-1746)  - ジャコバイトに組したため大逆罪により爵位継承資格剥奪
- 第6子(三男)ジェイムズ・マレー (1690–1764) - 第2代アソル公爵位を継承
- 第7子(四男)チャールズ・マレー (1691–1720)
- 第8子(四女)キャサリン・マレー (1692)
- 第9子(五男)ジョージ・マレー (1693)
- 第10子(六男)ジョージ・マレー（英語版） (1694–1760) - ジャコバイトに組したため大逆罪により爵位継承資格剥奪。しかし彼の子ジョン・マレーが第3代アソル公爵位を継承している
- 第11子(五女)スーザン・マレー (1699–1725) - 第2代アバディーン伯爵ウィリアム・ゴードン)と結婚
- 第12子(六女)キャサリン・マレー (1702–1710)
- 第13子(七男)バジル・マレー (1704–1712)

1707年にキャサリンと死別し、1710年には第12代ロス卿ウィリアム・ロスの娘メアリーと再婚。彼女との間に以下の7子を儲ける。
- 第14子(八男)ジョン・マレー（英語版） (1711-1787) - 陸軍軍人
- 第15子(九男)ムンゴ・マレー (1712-1714)
- 第16子(十男)エドワード・マレー (1714-1737)
- 第17子(十一男)フレデリック・マレー (1716-1743)
- 第18子(七女)ウィルヘルミナ・キャロライン・マレー (1718-1720)
- 第19子(八女)メアリー・マレー (1720-1795) - 第6代フィンドレイター伯爵および第3代シーフィールド伯爵ジェームズ・オグルヴィ)と結婚
- 第20子(九女)アメリア・アン・マレー (1721)